# 須藤叶希
須藤 叶希（すどう かのこ、1997年〈平成9年〉1月20日 - ）は、日本の女優、声優。愛称はのこちゃん。神奈川県出身。所属事務所は東宝芸能で、業務提携によりBreathe Arts準所属。

## 人物
趣味は映画鑑賞、美術館めぐり、カラオケ。美術館めぐりが好きになったエピソードとして、母親に連れて行ってもらったリャド原画展で、絵画鑑賞が知識がなくても面白いことを知り、それ以降、美術館に頻繁に足を運ぶようになったと、ラジオなどで話している。
特技はモダンバレエ。習い事で小学1年生から高校3年生まで習っていた。
2019年に洗足学園音楽大学ミュージカルコースを卒業。
自分の性格をひと言で表すと、頑固で、熱しやすく冷めやすい。
休日は愛犬の黒パグ「うに」と一緒に遊んでいる。
2024年1月1日、自身のXアカウントにて結婚したことを発表した。
2024年11月26日、自身のXアカウントにて第一子妊娠を報告。2025年4月2日、第一子出産を報告。

## 来歴
習い事の延長でミュージカルの公演に出た際、東宝芸能の事務所マネージャーにスカウトされ、俳優業が始まった。最初は映画やドラマが中心だったが、現場で声の良さを褒められることが度々あり、自分でも声の演技で何かできるのではないかと考えるようになった。そのタイミングで、湯浅かえでからBreathe Artsの緒方恵美が主宰する私塾の存在を教えてもらい、女優としても声優としても活躍している今に至る
。

## 出演

### テレビドラマ
- 先に生まれただけの僕[12]（2017年、日本テレビ） - 桃井遙 役
- ウルトラマンR/B 第5話（2018年8月4日、テレビ東京） - 二宮ユウハ 役
- I"s（2018年12月21日 - 2019年4月26日、BSスカパー!） - 森崎祐加 役
- ゆうべはお楽しみでしたね 第3話（2019年、TBS）
- 悪女（わる）働くのがカッコ悪いなんて誰が言った? 第3話・最終話（2022年4月27日・6月15日、日本テレビ） - 早見若葉 役

### 映画
- たった一度の歌[注釈 3]（2018年） - 水原琴美 役
- 劇場版 ウルトラマンR/B セレクト!絆のクリスタル（2019年） - 二宮ユウハ 役
- 怪獣の湯 大怪獣ブゴン[13][注釈 4][注釈 5]（2022年） - 油谷久見子 役
- お祭りの日[14][注釈 6]（2023年11月18日）

### 配信ドラマ
- 賭ケグルイ双 第1話・第2話[15]（2021年）

### WEBドラマ
- 空想科学連続ドラマシリーズ『UNFIX』[16][注釈 7]（2019年 - 2020年） - 浦田那美 役
- 『永遠を、愛を誓います。』[17][注釈 8](2023年7月14日 - 23日) - 渚 役

### ラジオドラマ
- FMシアター（NHK-FM）
  - 「砂浜クラブ」（2019年4月13日） - 亜子 役[18]

### 舞台
- ライブ
  - 『舞台テイクアウトできますか？』[19](2023年3月10日 - 12日) - 上野 役
  - 『永遠を、愛を誓います。』[20][注釈 8](2023年9月23日・24日) - 渚 役
- 朗読劇
  - Team BareboAt 実験公演 vol.1「囁きの花束 2021 -healing reading live-」（2021年3月7日、晴れたら空に豆まいて）[21]
    - 『ドーナツ』 - 純 役
    - 『初めてのピアス』 - 若い母 役
    - 『きょうだい』 - 菜緒 役

  - Team BareboAt 実験公演 vol.2「囁きの花束 2022 -healing reading live-」（2022年5月5日、晴れたら空に豆まいて）[22]
    - 『初めてのピアス』 - 梨花 役
    - 『サクラチル』 - エリナ 役

  - Team BareboAt 実験公演 vol.3「囁きの花束 2023 -healing reading live-」（2023年4月29日、晴れたら空に豆まいて）[23]
    - 『サクラチル』 - 桜の精、さくらの母 役[注釈 9]

### Music Video
- ナードマグネット「透明になろう」[24]（2019年）
- うたごえはミルフィーユ
  - うたごえはミルフィーユ「ガーネット －アカペラアレンジver.－」[25]（2022年4月28日、古城愛莉[4]）
  - うたごえはミルフィーユ「夢見る 15歳 －アカペラアレンジver.－」[25]（2022年9月3日、古城愛莉[4]）
  - うたごえはミルフィーユ「世界は恋に落ちている －アカペラアレンジver.－」[25]（2022年11月6日、古城愛莉[4]）
  - うたごえはミルフィーユ「SINGING －アカペラアレンジver.－」[25]（2023年3月8日、古城愛莉[4]）
  - うたごえはミルフィーユ「POPPIN' TIME」[25][注釈 10]（2023年11月22日、古城愛莉[4]）
  - うたごえはミルフィーユ「飾りじゃないのよ涙は －アカペラアレンジver.－」[25]（2023年11月23日、古城愛莉[4]）
  - うたごえはミルフィーユ「うたごえハイシックス」[25]（2023年11月26日、古城愛莉[4]）
  - うたごえはミルフィーユ「TREASURE」[25]（2024年4月3日、古城愛莉[4]）
  - うたごえはミルフィーユ「透明人間 －アカペラアレンジver.－」[25]（2024年4月4日、古城愛莉[4]）

### テレビ番組
- 全国ハモネプ大リーグ 2024 全国大会(生放送)[26]（2024年3月2日、フジテレビ）

### テレビアニメ
- ダンス・ダンス・ダンスール （2022年、生徒会長[27]）
- 魔導具師ダリヤはうつむかない（2024年、女A[28]）
- うたごえはミルフィーユ（2025年、古城愛莉[4][29]）

### Webアニメ
全て声の出演。
- ネガティヴハッピィ（2024年、セナ / 石蕗瀬那[30][31]）

### ゲーム
全て声の出演。
- Caligula2（カリギュラ2）（2021年、若宮千夏、森崎茜）
- バトルスピリッツ コネクテッドバトラーズ（2022年、白鳥ユウ[32][33]）
- ウマ娘 プリティーダービー（2022年 - 2024年、ワンダーアキュート[34]）
- takt op.（2023年、アヴリル・バーグマン[35]）
- ファミコン探偵倶楽部 笑み男（2024年、うたごえ喫茶店員、ティッシュ配り[36]）

### オーディオドラマ
全て声の出演。
- 報われなかった村人A、貴族に拾われて溺愛される上に、実は持っていた伝説級の神スキルも覚醒した（2021年、メイ）
- 【うたごえはミルフィーユ】オーディオドラマ（2022年 - 2024年、古城愛莉[4][37]）

### WEB番組
- Cheer球部！年末”球の日”生放送 ～今夜は私たちにおまQace(カッセ)～[38][注釈 11]（2021年12月9日）
- なちゅらる♪うたミル（2022年 - 2024年[39][40]）
- うたミルの“おはなし“してミル（2022年 - 2023年[41]）
- 【バトスピ】エクストリームゲーム 特別編#1～4（2023年[42]）
- ”おはなし”してミル？1stシングル「SINGING」発売直前スペシャル！[43]（2023年3月5日）
- うたミルの”おはなし”してミル？3rdイベント大成功記念SP！vol.1[44]（2024年6月8日）

### プロジェクト
- メディアミックスプロジェクト『Cheer球部!』（2020年 - 2022年、水城アリサ[45]）
- アカペラプロジェクト『うたごえはミルフィーユ』（2022年 - 2024年、古城愛莉[4]）

### その他コンテンツ
- 須藤叶希 × LIVERTINE AGE コラボアイテム[46]（2023年02月09日17時00分 - 2023年03月09日23時59分）

## ライブ・イベント

### 合同ライブ
| 公演日            | コンテンツ                | タイトル                                                                      | 会場                                      |
| 2022年            | 2022年                    | 2022年                                                                        | 2022年                                    |
| ----------------- | ------------------------- | ----------------------------------------------------------------------------- | ----------------------------------------- |
| 10月9日           | うたごえはミルフィーユ    | トーク＆ミニライブ                                                            | AKIHABARAゲーマーズ本店                   |
| 11月19日          | ウマ娘 プリティーダービー | ANIMAX MUSIX 2022                                                             | 横浜アリーナ                              |
| 2023年            |                           |                                                                               |                                           |
| 2月12日           | ウマ娘 プリティーダービー | WINNING LIVE 09 発売記念イベント トーク＆ミニライブ                           | 都内某所                                  |
| 3月25日           | うたごえはミルフィーユ    | AnimeJapan2023 ポニーキャニオンブース「うたごえはミルフィーユ」ライブステージ | 東京ビッグサイト                          |
| 4月16日           | うたごえはミルフィーユ    | トーク＆ミニライブ                                                            | AKIHABARAゲーマーズ本店                   |
| 6月17日           | うたごえはミルフィーユ    | うたミルイベント Vol.1 ～happy to sing～                                      | harevutai                                 |
| 7月15日 - 7月16日 | ウマ娘 プリティーダービー | ウマ娘 プリティーダービー 5th EVENT ARENA TOUR GO BEYOND -WISH-               | ぴあアリーナMM                            |
| 11月25日          | うたごえはミルフィーユ    | トーク＆ミニライブ                                                            | 株式会社ポニーキャニオン                  |
| 2024年            |                           |                                                                               |                                           |
| 1月14日           | うたごえはミルフィーユ    | うたミルイベント Vol.2 ～CONNECT～                                            | TOKYO FMホール                            |
| 3月22日           | ウマ娘 プリティーダービー | ウマ娘 プリティーダービー 5th EVENT ARENA TOUR GO BEYOND - NEW GATE -         | 大阪城ホール                              |
| 3月24日           | うたごえはミルフィーユ    | AnimeJapan2024 ポニーキャニオンブース「うたごえはミルフィーユ」ライブステージ | 東京ビッグサイト                          |
| 4月6日            | うたごえはミルフィーユ    | トーク＆ミニライブ                                                            | animate hall BLACK(アニメイト池袋本店 9F) |
| 5月26日           | うたごえはミルフィーユ    | うたミルイベント Vol.3 ～AFFECTION～                                          | サイエンスホール                          |
| 8月31日           | うたごえはミルフィーユ    | Animelo Summer Live 2024 -Stargazer- けやきひろばステージ                     | さいたまスーパーアリーナ                  |
| 9月22日           | うたごえはミルフィーユ    | ミルふぁむミーティングⅠ                                                       | 東京証券会館8階ホール                     |
| 9月28日 - 9月29日 | ウマ娘 プリティーダービー | ウマ娘 プリティーダービー Twinkle Circle! in AICHI                            | Aichi Sky Expo ホールA                    |
| 10月27日          | うたごえはミルフィーユ    | 『うたごえはミルフィーユ』4thシングル「MY WAY」発売記念リリースイベント       | ポニーキャニオン3Fイベントスペース        |

### 出演イベント
| 出演日   | コンテンツ                             | タイトル                                                                             |
| 2018年   | 2018年                                 | 2018年                                                                               |
| -------- | -------------------------------------- | ------------------------------------------------------------------------------------ |
| 3月18日  | EQリーグ                               | 芸能人女子eスポーツ決定戦 EQリーグ 記者発表会開催                                    |
| 4月22日  | EQリーグ                               | 芸能人女子eスポーツ決定戦 EQリーグ プレシーズンマッチDay1                            |
| 5月20日  | EQリーグ                               | 芸能人女子eスポーツ決定戦 EQリーグ プレシーズンマッチDay2                            |
| 6月23日  | 映画『たった一度の歌』                 | 映画『たった一度の歌』公開記念 舞台挨拶イベント                                      |
| 6月24日  | EQリーグ                               | 芸能人女子eスポーツ決定戦 EQリーグ プレシーズンマッチDay3                            |
| 8月25日  | 映画『たった一度の歌』                 | 映画『たった一度の歌』舞台挨拶上映                                                   |
| 10月20日 | 映画『たった一度の歌』                 | 映画『たった一度の歌』舞台挨拶上映                                                   |
| 2020年   |                                        |                                                                                      |
| 2月18日  | 湯浅かえでのイベント                   | かえでのいい女ソムリエ                                                               |
| 12月6日  | Cheer球部!                             | 『Cheer球部！』1st応援歌「HIT＆CHEER！」発売記念オンラインサイン会                   |
| 2022年   |                                        |                                                                                      |
| 10月14日 | ウマ娘 プリティーダービー × 大井競馬場 | 東京メガイルミ2022-2023点灯式                                                        |
| 2023年   |                                        |                                                                                      |
| 2月18日  | うたごえはミルフィーユ                 | 【2/18,19】うたごえはミルフィーユ 1stシングル「SINGING」発売記念オンラインサイン会   |
| 3月5日   | うたごえはミルフィーユ                 | キャストお話し会                                                                     |
| 3月25日  | うたごえはミルフィーユ                 | AnimeJapan2023ポニーキャニオンブース お話し会                                        |
| 9月2日   | うたごえはミルフィーユ                 | 【9/2,3】うたごえはミルフィーユ 2stシングル 発売記念オンラインサイン会               |
| 11月11日 | ウマ娘 プリティーダービー × 大井競馬場 | コラボ記念 ウマ娘出演キャストによるトークショー第1回                                 |
| 11月18日 | 映画『お祭りの日』                     | お祭りの日 上映前舞台挨拶                                                            |
| 11月19日 | うたごえはミルフィーユ                 | キャストお話し会                                                                     |
| 2024年   |                                        |                                                                                      |
| 2月11日  | うたごえはミルフィーユ                 | 【2/10,11】うたごえはミルフィーユ 3rdシングル「TREASURE」 発売記念オンラインサイン会 |
| 4月7日   | うたごえはミルフィーユ                 | キャストお話し会                                                                     |

## ディスコグラフィ

### キャラクターソング
| 発売日   | 商品名                                                                              | 歌 | 楽曲 | 備考                                                 |
| 2020年   | 2020年                                                                              | 2020年 | 2020年 | 2020年                                               |
| -------- | ----------------------------------------------------------------------------------- | --- | --- | ---------------------------------------------------- |
| 11月25日 | 1st応援歌「HIT & CHEER!」                                                           | Cheer球部！ | 「HIT＆CHEER！」 | メディアミックスプロジェクト『Cheer球部!』関連曲     |
| 2021年   |                                                                                     | | |                                                      |
| 3月31日  | 2nd応援歌「ダイヤみたいなGLORY DAYS」                                               | Qace | 「ダイヤみたいなGLORY DAYS」                                                                                                 | メディアミックスプロジェクト『Cheer球部!』関連曲     |
| 9月29日  | 1st Battle CD「Power of Voice / 輝きはここにある」                                  | Qace | 「Power of Voice」 | メディアミックスプロジェクト『Cheer球部!』関連曲     |
| 12月22日 | Cheer球部！ユニットソングミニアルバム                                               | ラピスラズリ | 「Deep Blue Moon」 | メディアミックスプロジェクト『Cheer球部!』関連曲     |
| 2022年   |                                                                                     | | |                                                      |
| 3月30日  | 2nd Battle CD「薄紅のカノン / アーティスティック☆ドリーマー」                       | Qace | 「薄紅のカノン」 | メディアミックスプロジェクト『Cheer球部!』関連曲     |
| 9月28日  | ウマ娘 プリティーダービー WINNING LIVE 08                                           | ウオッカ（大橋彩香）、ダイワスカーレット（木村千咲）、マヤノトップガン（星谷美緒）、スマートファルコン（大和田仁美）、ダイタクヘリオス（山根綺）、サクラローレル（真野美月）、ヤマニンゼファー（今泉りおな）、ダイイチルビー（礒部花凜）、アストンマーチャン（井上ほの花）、ケイエスミラクル（佐藤日向）、コパノリッキー（稲垣好）、ホッコータルマエ（菊池紗矢香）、ワンダーアキュート（須藤叶希） | 「Gaze on Me!」 | ゲーム『ウマ娘 プリティーダービー』関連曲            |
| 9月28日  | ウマ娘 プリティーダービー WINNING LIVE 08                                           | スペシャルウィーク（和氣あず未）、サイレンススズカ（高野麻里佳）、ゴールドシップ（上田瞳）、ウオッカ（大橋彩香）、ダイワスカーレット（木村千咲）、メジロマックイーン（大西沙織）、ナリタブライアン（衣川里佳）、マヤノトップガン（星谷美緒）、ライスシャワー（石見舞菜香）、ウイニングチケット（渡部優衣）、スマートファルコン（大和田仁美）、ダイタクヘリオス（山根綺）、サクラローレル（真野美月）、ヤマニンゼファー（今泉りおな）、ダイイチルビー（礒部花凜）、アストンマーチャン（井上ほの花）、ケイエスミラクル（佐藤日向）、コパノリッキー（稲垣好）、ホッコータルマエ（菊池紗矢香）、ワンダーアキュート（須藤叶希） | 「うまぴょい伝説」 | ゲーム『ウマ娘 プリティーダービー』関連曲            |
| 12月28日 | ウマ娘 プリティーダービー WINNING LIVE 09                                           | オグリキャップ（高柳知葉）、イナリワン（井上遥乃）、スマートファルコン（大和田仁美）、コパノリッキー（稲垣好）、ホッコータルマエ（菊池紗矢香）、ワンダーアキュート（須藤叶希） | 「KIRARI MAGIC SHOW」 | ゲーム『ウマ娘 プリティーダービー』関連曲            |
| 12月28日 | ウマ娘 プリティーダービー WINNING LIVE 09                                           | ワンダーアキュート（須藤叶希） | 「悠々閑々」 | ゲーム『ウマ娘 プリティーダービー』関連曲            |
| 12月28日 | ウマ娘 プリティーダービー WINNING LIVE 09                                           | トウカイテイオー（Machico）、オグリキャップ（高柳知葉）、ウオッカ（大橋彩香）、タイキシャトル（大坪由佳）、エルコンドルパサー（髙橋ミナミ）、テイエムオペラオー（徳井青空）、ナリタブライアン（衣川里佳）、エアグルーヴ（青木瑠璃子）、タマモクロス（大空直美）、ビワハヤヒデ（近藤唯）、マヤノトップガン（星谷美緒）、ミホノブルボン（長谷川育美）、イナリワン（井上遥乃）、スマートファルコン（大和田仁美）、キタサンブラック（矢野妃菜喜）、コパノリッキー（稲垣好）、ホッコータルマエ（菊池紗矢香）、ワンダーアキュート（須藤叶希）                                                                                    | 「うまぴょい伝説」 | ゲーム『ウマ娘 プリティーダービー』関連曲            |
| 2023年   |                                                                                     | | |                                                      |
| 3月8日   | SINGING                                                                             | 手鞠沢高校アカペラ部 | 「SINGING -アカペラアレンジver.-」 「うたごえハイシックス」 「SINGING」                                                      | アカペラプロジェクト『うたごえはミルフィーユ』関連曲 |
| 5月10日  | 推しが武道館いってくれたら死ぬ コンプリートボーカルアルバム「きみのために生きてる」 | ☆MELTY☆ | 「ぎゅっとHUGみ〜」 | テレビアニメ『推しが武道館いってくれたら死ぬ』挿入歌 |
| 11月22日 | POPPIN' TIME                                                                        | 手鞠沢高校アカペラ部 | 「POPPIN' TIME」 「飾りじゃないのよ涙は -アカペラアレンジver.-」                                                             | アカペラプロジェクト『うたごえはミルフィーユ』関連曲 |
| 2024年   |                                                                                     | | |                                                      |
| 4月3日   | TREASURE                                                                            | 手鞠沢高校アカペラ部 | 「TREASURE」 「透明人間 -アカペラアレンジver.-」                                                                             | アカペラプロジェクト『うたごえはミルフィーユ』関連曲 |
| 4月17日  | ウマ娘 プリティーダービー WINNING LIVE 18                                           | メジロライアン（土師亜文）、アイネスフウジン（長江里加）、ウイニングチケット（渡部優衣）、トーセンジョーダン（鈴木絵理）、ビコーペガサス（田中あいみ）、イクノディクタス（田澤茉純）、ヤエノムテキ（日原あゆみ）、ナリタトップロード（中村カンナ）、ワンダーアキュート（須藤叶希）、ドゥラメンテ（秋奈） | 「爆熱マイソウル」 | ゲーム『ウマ娘 プリティーダービー』関連曲            |
| 4月17日  | ウマ娘 プリティーダービー WINNING LIVE 18                                           | メジロライアン（土師亜文）、アイネスフウジン（長江里加）、ウイニングチケット（渡部優衣）、トーセンジョーダン（鈴木絵理）、ビコーペガサス（田中あいみ）、イクノディクタス（田澤茉純）、ヤエノムテキ（日原あゆみ）、ナリタトップロード（中村カンナ）、ワンダーアキュート（須藤叶希）、ドゥラメンテ（秋奈）、ラインクラフト（小島菜々恵）、シーザリオ（佐藤榛夏）、エアメサイア（根本優奈）、デアリングハート（希水しお） | 「うまぴょい伝説」 | ゲーム『ウマ娘 プリティーダービー』関連曲            |
| 9月18日  | MY WAY                                                                              | 手鞠沢高校アカペラ部 | 「MY WAY」 「アイドル -アカペラアレンジver.-」                                                                               | アカペラプロジェクト『うたごえはミルフィーユ』関連曲 |
| 2025年   |                                                                                     | | |                                                      |
| 1月22日  | STARLIGHT                                                                           | 手鞠沢高校アカペラ部 | 「STARLIGHT」 「プラチナ -アカペラアレンジver.-」                                                                            | アカペラプロジェクト『うたごえはミルフィーユ』関連曲 |
| 4月23日  | うたごえハイシックス/STAY GOLD                                                      | 手鞠沢高校アカペラ部 | 「うたごえハイシックス -アカペラアレンジver.-」                                                                              | アカペラプロジェクト『うたごえはミルフィーユ』関連曲 |
| 7月23日  | 思い出話                                                                            | 手鞠沢高校アカペラ部 | 「思い出話」 | テレビアニメ『うたごえはミルフィーユ』主題歌         |
| 7月23日  | 思い出話                                                                            | 手鞠沢高校アカペラ部 | 「ガーネット -アカペラアレンジver.-」 「夢見る 15歳 -アカペラアレンジver.-」 「世界は恋に落ちている -アカペラアレンジver.-」 | テレビアニメ『うたごえはミルフィーユ』関連曲         |

### ユニットメンバー
1. 1 2  援川千明（伊藤梨花子）、春原珠希（田中有紀）、水城アリサ（須藤叶希）、古村伊織（飯野美紗子）、川端華（鈴木陽斗実）、長宮小町（神戸光歩）、真田歩（片平美那）、入野沢さくら（岩淵桃音）、山科ほたる（古川未央那）、瑞野磨子（藍本あみ）
2. 1 2  援川千明（伊藤梨花子）、春原珠希（田中有紀）、水城アリサ（須藤叶希）、古村伊織（飯野美紗子）、川端華（戸張琴子）、長宮小町（神戸光歩）、真田歩（片平美那）、入野沢さくら（逢来りん）、山科ほたる（古川未央那）、瑞野磨子（藍本あみ）
3. ↑  水城アリサ（須藤叶希）、古村伊織（飯野美紗子）、山科ほたる（古川未央那）
4. 1 2 3 4 5  小牧嬉歌（綾瀬未来）、繭森結（夏吉ゆうこ）、古城愛莉（須藤叶希）、近衛玲音（松岡美里）、宮崎閏（花井美春）、熊井弥子（相川遥花）
5. ↑  結城メイ（久保ユリカ）、神楽すばる（稗田寧々）、立華まこ（須藤叶希）、楪萌亜（宮澤舞雪）、五十嵐れお（本渡楓）